# Никандровка (Воронежская область)
Никандровка — деревня в Семилукском районе Воронежской области России. Входит в состав Землянского сельского поселения.

## География
Деревня находится в северо-западной части Воронежской области, в лесостепной зоне, на расстоянии примерно 38 километров (по прямой) к северо-северо-западу (NNW) от города Семилуки, административного центра района. Абсолютная высота — 206 метров над уровнем моря.
Часовой пояс
Деревня Никандровка, как и вся Воронежская область, находится в часовой зоне МСК (московское время). Смещение применяемого времени относительно UTC составляет +3:00.

## Население
| 2010 |
| ---- |
| 13   |

Гендерный состав
По данным Всероссийской переписи населения 2010 года в гендерной структуре населения мужчины составляли 46,2 %, женщины — соответственно 53,8 %.
Национальный состав
Согласно результатам переписи 2002 года, в национальной структуре населения русские составляли 100 %.

## Улицы
Уличная сеть деревни состоит из одной улицы (ул. Плехановская).